# Лэй-Лэй
«Лэй-Лэй» или «Зэт Гёрл Лэй-Лэй» — американский телевизионный сериал, создатель — Дэвид А. Арнольд. Премьера состоялась на Nickelodeon в США 23 сентября 2021. Главная героиня рэп-певица — Алайя Хай.

## Сюжет
У немного странноватой старшеклассницы Сэди есть большой секрет: ее новая подруга, веселая и энергичная Лэй-Лэй — на самом деле оживший аватар.

## Главные герои
- Алайя Хай в роли Лэй Лэй
- Габриэль Грин в роли Сэди
- Тиффани Дэниелс в роли Триш, мамы Сэди
- Томас Хобсон в роли Брюса, отца Сэди
- Пейтон Перрин III в роли Марка, брата Сэди
- Калеб Браун в роли Джереми, одноклассника Сэди и Лэй Лэй

## Производство
18 марта 2021 года Nickelodeon заказал сериал «That Girl Lay Lay» состоящий из 13 эпизодов, в котором сыграет Алайя Хай, известная под именем Лэй Лэй. Сериал был создан Дэвидом А. Арнольдом, который также является шоураннером, и спродюсирован Will Packer Productions. Производство сериала началось летом 2021 года. Дэвид А. Арнольд, Уилл Пакер, Кэролин Ньюман, Джон Бек и Рон Харт выступают в качестве исполнительных продюсеров. 26 августа 2021 года было объявлено, что премьера сериала в США состоится 23 сентября 2021 года. В России премьера сериала состоялась в Netflix 21 января 2022 года. В странах СНГ демонстрируется на телеканале Nickelodeon под названием «Зэт Гёрл Лэй-Лэй» с 27 февраля 2023 года.

## Список серий
| № | Название                       | Режиссёр              | Автор сценария                    | Дата премьеры в США | Произв. код | Зрители США (млн) |
| --- | ------------------------------ | --------------------- | --------------------------------- | ------------------- | ----------- | ----------------- |
| 1 | «Из приложения в реальность»   | Венди Фараоне         | Дэвид А. Арнольд                  | 23 сентября 2021    | 101         | 0.27              |
| Сэйди загадывает желание, чтобы её виртуальная подружка, Лэй Лэй, стала настоящей. Волшебным образом Лэй Лэй оживает. С помощью своего природного обаяния она убеждает Сэйди, что лучший способ выйти из тени - это баллотироваться в президенты школы. |                                |                       |                                   |                     |             |                   |
| 2 | «Лэй Лэй учится врать»         | Венди Фараоне         | Эмили Винтер, Уильям Люк Шрайбер  | 30 сентября 2021    | 102         | 0.26              |
| Лэй Лэй узнает о плюсах и минусах лжи во благо, когда слегка увлекается ею во время семейного ужина, хотя сама ничего не понимает в кулинарии. Марки, заручившись помощью Брайса, пытается заработать на новом джингле родителей.                       |                                |                       |                                   |                     |             |                   |
| 3 | «Девчачий карт»                | Венди Фараоне         | Десиа Гор                         | 7 октября 2021      | 103         | 0.19              |
| Лэй Лэй присоединяется к автоклубу, чтобы создать быструю и стильную тачку, но Сэйди боится, что из-за своей неудержимой натуры Лэй Лэй выдаст их секрет. Марки и Джереми просят Тиффани пропиарить их новое изобретение - свечи, которые гаснут сами.  |                                |                       |                                   |                     |             |                   |
| 4 | «Беда с прической»             | Леонард Р. Гарнер мл. | Энджел Хоббс                      | 18 ноября 2021      | 104         | 0.31              |
| Переборщив с розыгрышем, Лэй Лэй ненароком нарушает негласное правило: ни в коем случае не портить прическу девушки. Пытаясь исправить причинённый ущерб, она осознаёт, что это правило было придумано не просто так.                                   |                                |                       |                                   |                     |             |                   |
| 5 | «Легендарная Лэй Лэй»          | Леонард Р. Гарнер мл. | Рэнди Барнс                       | 14 октября 2021     | 105         | 0.28              |
| Лэй Лэй, Сэйди и Джереми записываются в лагерь фокусников, где Лэй Лэй быстро смекает, что с помощью своей волшебной силы она может стать лучшей в классе. Сэйди, напротив, считает, что это нечестно и ставит их под угрозу разоблачения.              |                                |                       |                                   |                     |             |                   |
| 6 | «Гимн Бумбокс Бургера»         | Леонард Р. Гарнер мл. | Энтони Хилл                       | 28 октября 2021     | 106         | 0.18              |
| Триш и Брайс переживают, что потеряли свою креативность, когда узнают, что их джингл для Бумбокс Бургера решили заменить. Лэй Лэй и Сэйди помогают им найти новое звучание, чтобы они вновь поверили в себя.                                            |                                |                       |                                   |                     |             |                   |
| 7 | «Моцарелла Хэдс»               | Ким Филдс             | Джон Д. Бек, Рон Харт             | 11 ноября 2021      | 107         | 0.36              |
| Лэй Лэй и Сэйди устраиваются на работу клоунами-аниматорами, и Марки пытается извлечь из этого личную выгоду, вызвавшись стать их менеджером. Но под таким руководством рано или поздно кто-то получит пирогом в лицо.                                  |                                |                       |                                   |                     |             |                   |
| 8 | «That dude Дилан»              | Ким Филдс             | Десиа Гор                         | 11 ноября 2021      | 108         | 0.49              |
| Лэй Лэй с нетерпением ждёт рэп-баттла в Бумбокс Бургере. Однако у неё появляется серьёзный конкурент в лице Янг Дилана. Лэй Лэй и Сэйди пытаются нарыть компромат на соперника, чтобы одержать над ним верх.                                            |                                |                       |                                   |                     |             |                   |
| 9 | «Комната для Лэй Лэй»          | Джоди Марголин        | Дэвид А. Арнольд                  | 25 ноября 2021      | 109         | 0.27              |
| Лэй Лэй хочет привнести что -то своё в их общую с Сэйди комнату, но, как обычно, перегибает палку, и её дизайн оказывается далек от практичности. |                                |                       |                                   |                     |             |                   |
| 10 | «Хэ-Лэй-Лэй-уин»               | Джоди Марголин        | Рэнди Барнс                       | 21 октября 2021     | 110         | 0.25              |
| На Хэллоуин Тиффани подначивает Сэйди и Лэй Лэй провести ночь в школе и доказать, что призрака старика Пакера не существует... Или они ошибаются? |                                |                       |                                   |                     |             |                   |
| 11 | «А-Лэй-Лэй-луйя!»              | Леонард Р. Гарнер мл. | Энджел Хоббс                      | 4 ноября 2021       | 111         | 0.26              |
| Сэйди, Лэй Лэй и семейство Александр отправляются в церковь. Сэйди пытается убедить всех, что готова стать младшим дьяконом. Лэй Лэй испытывает угрызения совести из-за того, что съела мороженое Брайса и сталкивается с неожиданными последствиями.   |                                |                       |                                   |                     |             |                   |
| 12 | «Фа-ла-ла-ла-ла-ла-ла-Лэй-Лэй» | Венди Фараоне         | Эмили Винтер и Уильям Люк Шрайбер | 2 декабря 2021      | 112         | 0.30              |
| В своё первое Рождество Лэй Лэй знакомится с традициями семьи Александр. Каждый год они участвуют в благотворительной раздаче подарков, но всё идёт наперекосяк, когда Лэй Лэй случайно дарит девочке любимую гитару Брайса.                            |                                |                       |                                   |                     |             |                   |
| 13 | «Бабуля Фэй Фэй и Лэй Лэй»     | Моренике Джоэла Эванс | Джон Д. Бек и Роб Харт            | 9 декабря 2021      | 113         | 0.23              |
| После неудачного розыгрыша Сэйди приходится притвориться бабулей Лэй Лэй, чтобы обмануть директора Уиллингем. |                                |                       |                                   |                     |             |                   |